# Эстрада Вадо, Хосе Долорес

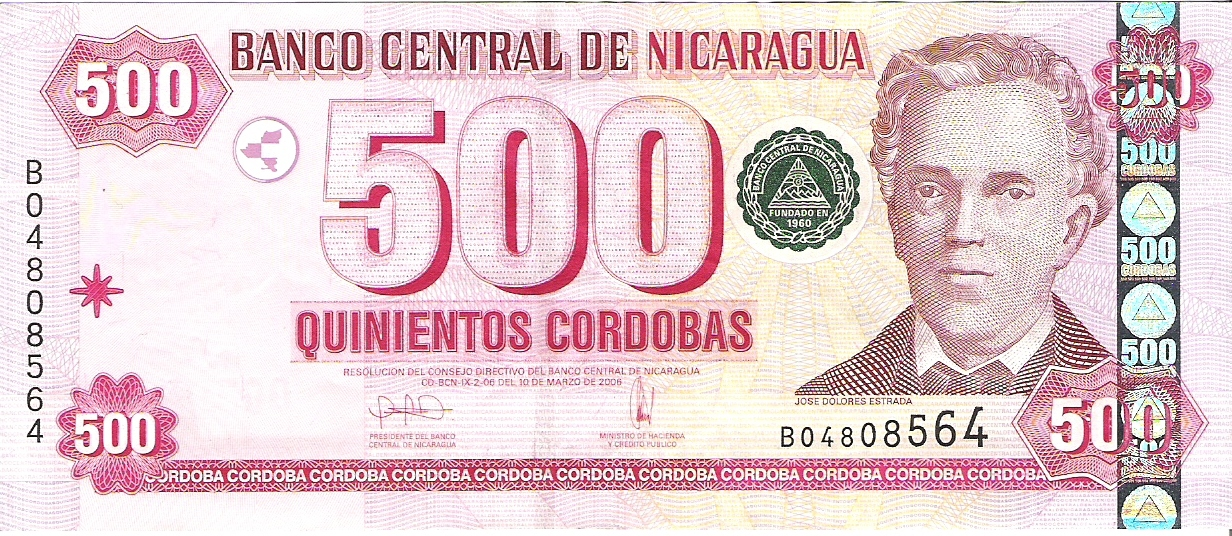
Хосе Долорес Эстрада Вадо на банкноте достоинством 500 никарагуанских кордоб, 2002

Хосе Долорес Эстрада Вадо на банкноте достоинством 10 миллионов никарагуанских кордоб, 1990

Хосе Долорес Эстрада Вадо (исп. José Dolores Estrada y Vado; 16 марта 1792, Нандайме, департамент Гранада — 12 августа 1869, Манагуа) — никарагуанский военачальник, дивизионный генерал (1869), национальный герой Никарагуа.
В молодости поступил на военную службу. Медленно поднимался по карьерной лестнице. 14 сентября 1856 года в чине полковника командовал никарагуанскими войскам в битве при Хасиенде Сан-Хасинто. Прославился победой в этой битве над отрядом из 300 американцев под руководством североамериканского авантюриста Уильяма Уокера (1824—1860), основателя Сонора — независимой республики под его управлением.
В 1858 году — Бригадный генерал.
В 130-ю годовщину со дня его смерти в 1999 году в присутствии президента Никарагуа Хосе Арнольдо Алеман Лакайо, главнокомандующего Хоакина Куадра, кардинала Мигеля Обандо Браво и других высокопоставленных лиц останки военачальника были торжественно перезахоронены в родном городе.

## Память
- Победа при Сан-Хасинто отмечается в Никарагуа, как национальный праздник.
- Хосе Долорес Эстрада Вадо объявлен в 1971 г. национальным героем Никарагуа.
- В 1990 и 2002 году изображение Хосе Долореса Эстрада Вадо помещено на никарагуанскую банкноту, соответственно, в 10 миллионов и 500 кордоб.
- В 2019 году выпущены полимерной банкноты в 1000 никарагуанских кордоб, на которой изображён хребет Сан-Хасинто, где 14 сентября 1856 года состоялась битва при Сан-Хасинто между группой из 160 солдат армии Никарагуа под командованием полковника Хосе Долореса Эстрада Вадо против 300 американцев[1].